# Sabina av Bayern
Sabina av Bayern, född 1528, död 1578, var en nederländsk hovdam. Hon var gift med greve Lamoraal Egmont, en av de två grevar som avrättades för sin protestantiska tro i ett berömt fall 1568. Under makens rättegång arbetade hon aktivt för att få honom frigiven under laddade politiska förhållanden. Hon spelade en framträdande roll vid ståthållarens hov i Bryssel.